# Bocca D'ardole - Corno della Paura
Bocca D'ardole - Corno della Paura este o arie protejată (arie specială de conservare — SAC, sit de importanță comunitară — SCI, arie de protecție specială avifaunistică — SPA) din Italia întinsă pe o suprafață de 178 ha, integral pe uscat.

## Localizare
Centrul sitului Bocca D'ardole - Corno della Paura este situat la coordonatele 45°45′58″N 10°56′26″E / 45.766111°N 10.940556°E.

## Înființare
Situl Bocca D'ardole - Corno della Paura a fost declarat sit de importanță comunitară în iunie 1995 pentru a proteja 1 specie de plante și 23 de specii de animale. Alte tipuri de protecție:
- arie de protecție specială avifaunistică (în noiembrie 1998)[3]
- arie specială de conservare (în martie 2014)[2][4][5]

## Biodiversitate
Situată în ecoregiunea alpină, aria protejată conține 10 habitate naturale: Lespezi calcaroase, Păduri ilirice de Fagus sylvatica (Aremonio-Fagion), Formațiuni ierboase bogate în specii de Nardus, dezvoltate pe substraturi silicioase în zone montane (și în zone submontane, în Europa continentală), Pajiști alpine și subalpine calcaroase, Pante stâncoase calcaroase cu vegetație casmofită, Grohotișuri calcaroase și de șisturi calcaroase de la nivelul montan până la nivelul alpin (Thlaspietea rotundifolii), Liziere de ierburi înalte hidrofile de câmpie și de nivel montan până la alpin, Pajiști carstice calcaroase sau bazofile, de Alysso-Sedion albi, Fânețe montane, Păduri de fag Asperulo-Fagetum.
La baza desemnării sitului se află mai multe specii protejate:
- plante (1): papucul doamnei (Cypripedium calceolus)
- păsări (23): potârnichea de stâncă (Alectoris graeca saxatilis), fâsă de luncă (Anthus pratensis), fâsă de pădure (Anthus spinoletta), fâsă de pădure (Anthus trivialis), acvilă de munte (Aquila chrysaetos), lăstun de casă (Delichon urbicum), ciocănitoare neagră (Dryocopus martius), muscar negru (Ficedula hypoleuca), frunzăriță galbenă (Hippolais icterina), rândunică (Hirundo rustica), sfrâncioc roșiatic (Lanius collurio), gaia neagră (Milvus migrans), pietrar sur (Oenanthe oenanthe), viespar (Pernis apivorus), pitulice-fluierătoare (Phylloscopus trochilus), ciocănitoare verzuie (Picus canus), mărăcinar (Saxicola rubetra), silvie de zăvoi (Sylvia borin), silvie-mică (Sylvia curruca), mierlă (Turdus merula), sturz-cântător (Turdus philomelos), sturz (Turdus pilaris), sturzul de vâsc (Turdus viscivorus)

Pe lângă speciile protejate, pe teritoriul sitului au mai fost identificate 13 specii de plante, 1 specie de păsări, 2 specii de mamifere.